# Поздеев, Иван Александрович
Иван Александрович Поздеев (5 февраля 1963, Усть-Цильма, Коми АССР, РСФСР, СССР) — российский государственный деятель, бывший заместитель Главы Республики Коми, бывший глава администрации МО ГО «Сыктывкар» (с 20 апреля 2011 по 28 сентября 2015).

## Биография
Родился 5 февраля 1963 в селе Усть-Цильма Усть-Цилемского района Коми АССР.
В 1984—1986 годах — служба в Советской Армии.
С 1987 года — слушатель заочного отделения Ленинградской Высшей партийной школы. В 1991 году окончил Ленинградский политологический институт (бывшая Высшая партийная школа) по специальности «Теория социально-политических отношений».
В 2000 году окончил Сыктывкарский государственный университет по специальности «Юриспруденция».

### Арест и уголовное дело
19 сентября 2015 в СМИ появилась информация, что Иван Поздеев задержан по так называемому «делу Гайзера». Однако задержание состоялось 25 сентября 2015 и оно не относилось к аресту группы чиновников во гласе с Вячеславом Гайзером. Поздееву инкриминировали незаконные сделки с земельными участками в регионе.

## Карьера
С 1980 года работал физруком в Хабарицкой восьмилетней школе Усть-Цилемского района.
В 1983—1984 годах — секретарь комсомольской организации совхоза «Нижне-Печорский» Усть-Цилемского района.
С 1988 года — секретарь парткома совхоза «Нижне-Печорский», инженер по технике безопасности.
С 1990 года — председатель Хабарицкого сельского совета народных депутатов Усть-Цилемского района.
В 1991—1997 годах — заместитель директора, директор АОЗТ АП «Стройматериалы» (Сыктывкар).
С 1997 года — заместитель директора «Фонд Стефана Пермского».
В 1999—2003 годах — главный менеджер проекта, председатель Совета директоров, генеральный директор ЗАО «Стройматериалы-К».
С 2003 года — первый заместитель министра архитектуры, строительства, коммунального хозяйства и энергетики Республики Коми. С 2004 года — заместитель Главы Республики Коми, министр архитектуры, строительства, коммунального хозяйства и энергетики Республики Коми. С 2010 года — заместитель Главы Республики Коми.
В 2011—2015 годах — глава администрации МО ГО «Сыктывкар».
25 сентября 2015 Поздеев задержан после показаний о мошенничестве с землёй, которые на него дал ранее задержанный руководитель регионального Фонда поддержки инвестиционных проектов Игорь Кудинов. Иван Поздеев был признан виновным в превышении должностных полномочий и злоупотреблении ими, а также в растрате в особо крупном размере. Суд назначил Поздееву наказание в виде трёх лет лишения свободы условно и штрафа в 100 тысяч рублей с испытательным сроком на два года.

## Личная жизнь
Женат, воспитывает двух дочерей.